# Slag bij Punitaqui
De Slag bij Punitaqui vond op 24 januari 1891 plaats tijdens de Chileense Burgeroorlog toen het regeringsleger onder leiding van kolonel Stephen erin slaagde de rebellen onder commandant Légano te verslaan bij Punitaqui toen de laatste een poging ondernam om de havenstad Coquimbo te veroveren.
De regeringstroepen kwamen vanuit La Calera om de provincie Coquimbo te veroveren. Na de overwinning te Punitaqui slaagden zij er ook in om de steden Ovalle en La Serena in te nemen.
Zapiga · Alto Hospicio · Punitaqui · Pisagua · Dolores · Huara · Aduana Iquique · Itata-incident · Pozo Almonte · Valparaíso · Caldera · Vallenar · Slachting bij Lo Cañas · Concón · Viña del Mar · Placilla · Baltimorecrisis